# Werethekaoe
Werethekaoe (Egyptisch: Wrt-ḥk3w, weret-hekaoe, letterlijk "Zij die vol is van magie of Zij die groots is in spreuken" o.i.d.) was in de Egyptische mythologie een epitheton voor verschillende godinnen, waaronder vooral Sechmet. Maar Werethekaoe komt ook zelfstandig als godin voor. Zij wordt voorgesteld als een slang met het hoofd van een leeuwin.
In het Nieuwe Rijk werd ook de godin Raet, de vrouwelijke evenknie van Ra, met Werethekaoe gelijkgesteld. Zij stond op gelijke voet met Ptah.
Werethekaoe symboliseerde de inherente macht die door de Egyptische kronen werd vertegenwoordigd.